# Erica Malunguinho
Erica Malunguinho da Silva, née le 20 novembre 1981, est une femme politique brésilienne. Élue à l'Assemblée législative de l'État de São Paulo le 7 octobre 2018, elle est la première personne transgenre à y siéger.       

## Jeunesse
Erica Malunguinho da Silva est née le 20 novembre 1981. Assignée garçon, elle grandit à Recife, dans le Pernambouc. Elle est élevée par sa mère, qui est infirmière, et vit avec sa famille élargie. Elle vit immergée dans la culture noire et indigène : « Nous savions tous que nous étions noirs, mais quand on est noir au Brésil, on est également victime de racisme au sein de la famille. Nous avons toujours comparé qui avait le nez le plus large, ou les cheveux les plus difficiles ». 
Après le lycée, à l'âge de 19 ans, elle déménage à São Paulo, où elle commence à assumer sa transidentité : « J'ai toujours été trans. Je menais une vie gay et une vie trans en même temps ». Elle choisit son nouveau nom avec l'aide de sa mère. 
Elle fréquente ensuite l'université de São Paulo, où elle poursuit des études d'esthétique et d'histoire de l'art. Elle travaille comme plasticienne et photographe, elle écrit et dessine. Elle est aussi impliquée dans la formation d'enseignants sur des thèmes liés à l'art, à la culture et à la politique.

## Aparelha Luzia
En 2016, Erica Malunguinho da Silva transforme son studio d'art du quartier de Campos Eliseos en centre culturel et politique. Ce quilombo urbain devient rapidement l’un des espaces culturels noirs les plus influents et les plus importants du Brésil. Les quilombos brésiliens sont généralement des communautés noires rurales qui défendent leur patrimoine et leur culture d'origine africaine et luttent contre le racisme. 

## Carrière politique
À l'âge de 36 ans, Erica Malunguinho da Silva devient la première femme transgenre à être élue à l'Assemblée législative de l'État de São Paulo,, après avoir recueilli environ 54 400 voix. L’assassinat de Marielle Franco, une femme politique LGBT afro-brésilienne, a été l’une de ses principales motivations : « J'ai beaucoup pleuré quand j'ai entendu parler du meurtre de Marielle. Son projet politique venait d'être anéanti. C'était un message qui nous était adressé, disant que nous ne devions pas nous battre pour nos corps et résister au génocide et au racisme. J'avais tellement de haine en moi. En même temps, je savais que je devais prendre cette haine et en faire quelque chose de positif ».
Elle est membre du Parti socialisme et liberté, l'un des plus à gauche du Brésil. Elle veut lutter contre le racisme et pour les droits de la communauté LGBT, soutenir des propositions qui profitent aux sans-abri et revoir les programmes de logement. Elle souhaite promouvoir l'accueil des victimes d'agression sexuelle et le droit à l'avortement.